# Sempervivum globiferum
Sempervivum globiferum (скочки звичайні як Jovibarba globifera, борідник паростковий як Jovibarba globifera) — вид рослин з родини товстолистих (Crassulaceae); поширений у центральній і східній Європі.

## Опис
Багаторічна трав'яниста рослина 15–25 см заввишки. Листки розетки довгасто-клиноподібні або довгасто-оберненояйцюваті, найширші у верхній третині, склепінчасто зігнуті, тому розетка замкнута, майже куляста. Пелюстки блідо-жовтувато-зеленуваті, 12–14 мм завдовжки, залозисто запушені.

## Поширення
Поширений у центральній і східній Європі.
В Україні зростає на скелястих та піщаних місцях, в соснових лісах — зрідка на Поліссі (Волинська обл., Ковельський р-н, околиці с. Воля-Ковельська; Рівненська обл., Рівненський р-н, смт Клевань; Київська обл., Вишгородський р-н, на борових пісках Київського водосховища).

## Галерея

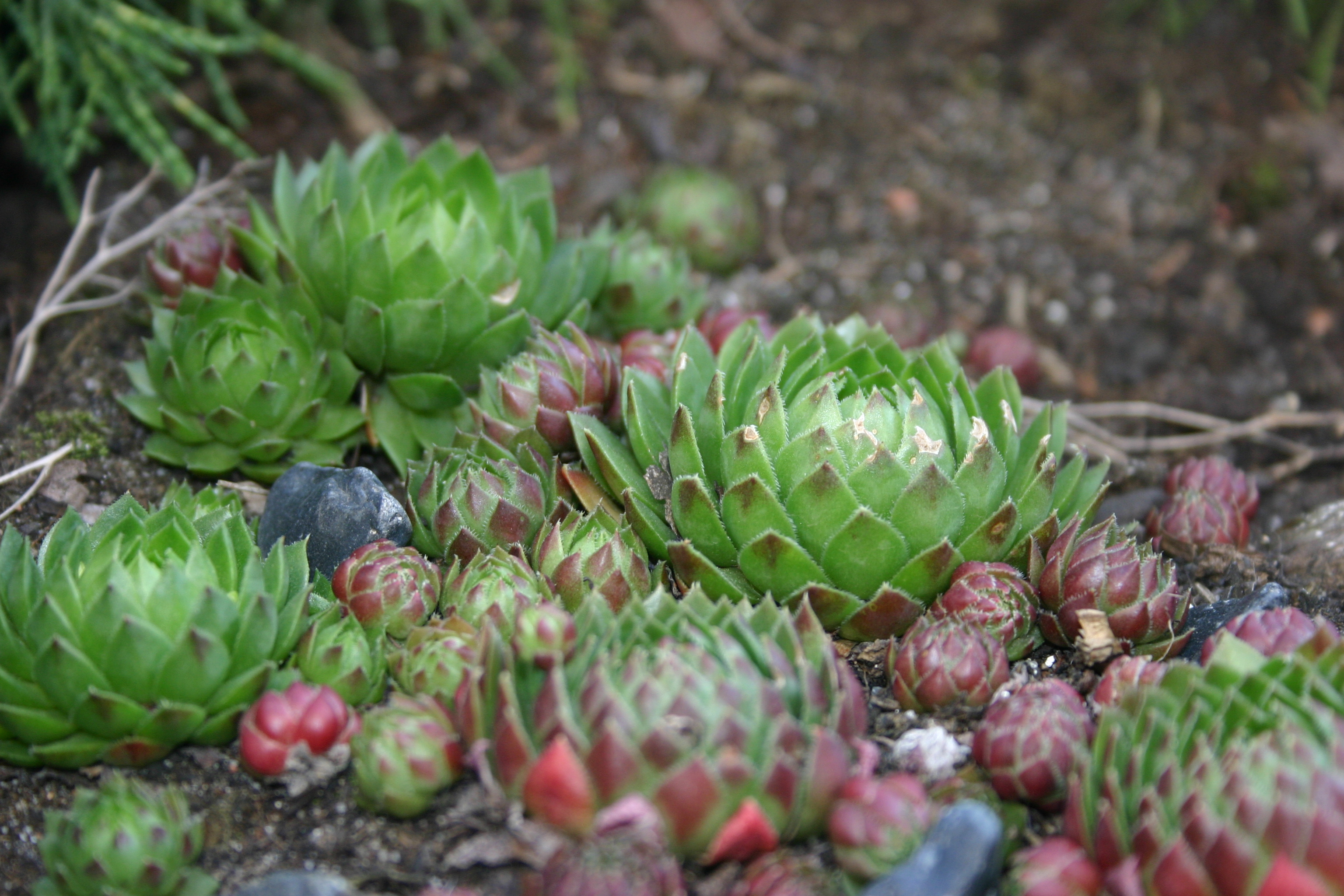
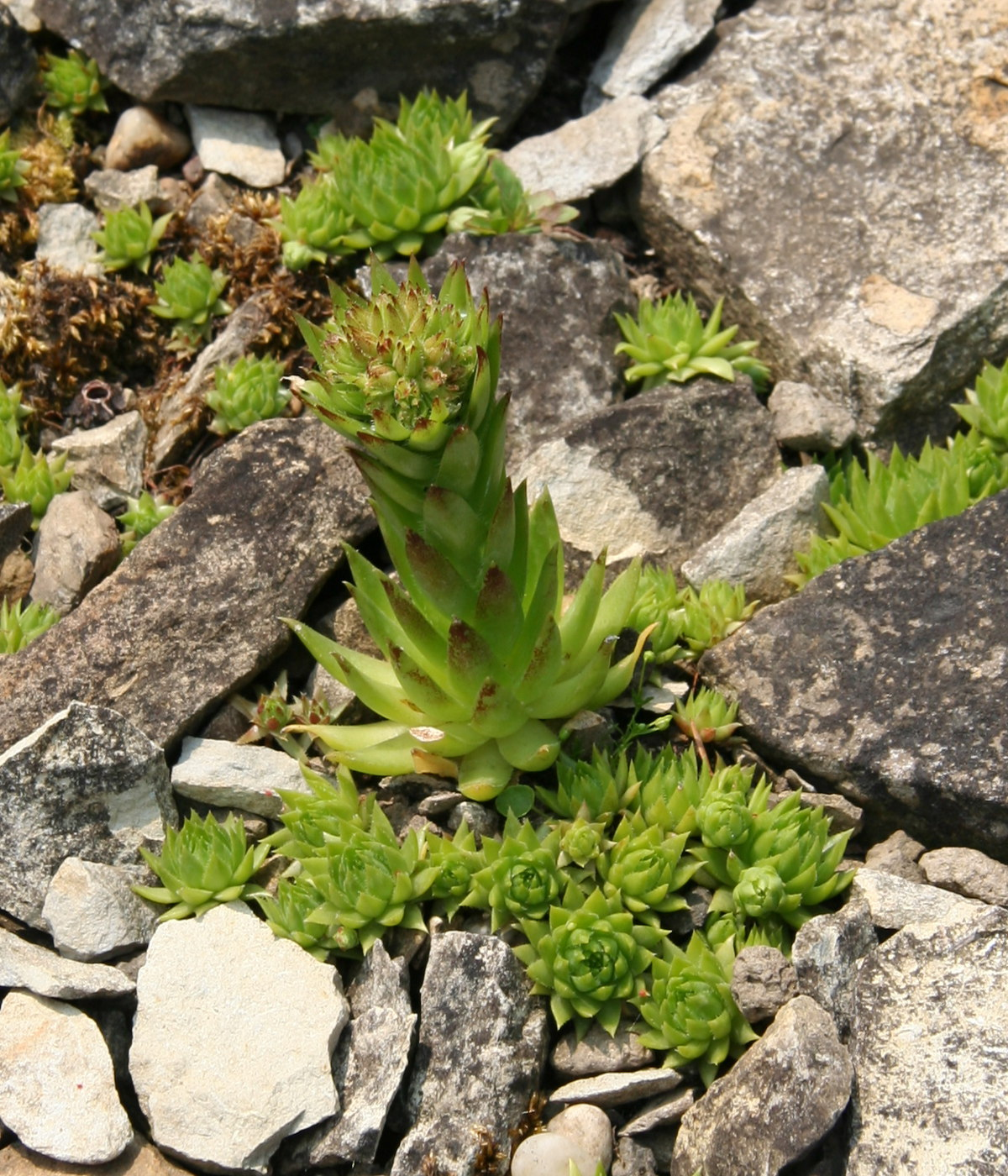
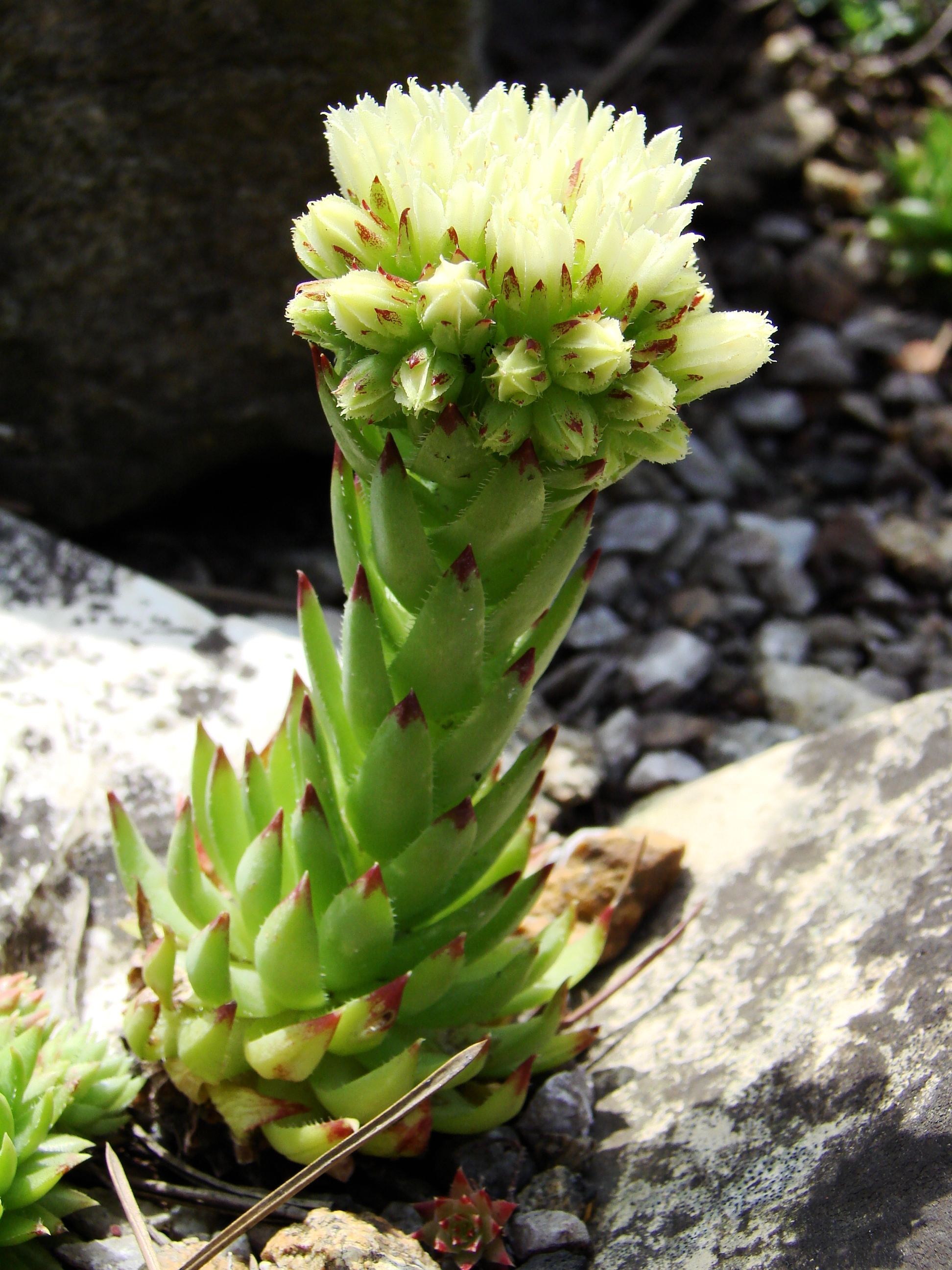